# Cheilopogon arcticeps
Cá chuồn hạt mít đầu tròn , tên khoa học Cheilopogon arcticeps, là một loài cá chuồn trong họ Exocoetidae.